# Agenda visual personalitzada

Exemple d'agenda visual personalitzada

L'agenda visual personalitzada, o bullet journal, és un mètode d’organització personal que consisteix en la creació d'una agenda a partir d'una llibreta mitjançant l’anotació. Aquest sistema organitza horaris, recordatoris, tasques, llistes o pluges d’idees d'una forma endreçada, però flexible.
Va ser creada per dissenyador nord-americà Ryder Carroll qui, després de ser diagnosticat amb TDAH, va decidir crear un mètode d’organització personal que s'adaptés a les seves necessitats d’aprenentatge i productivitat.

## Mètode

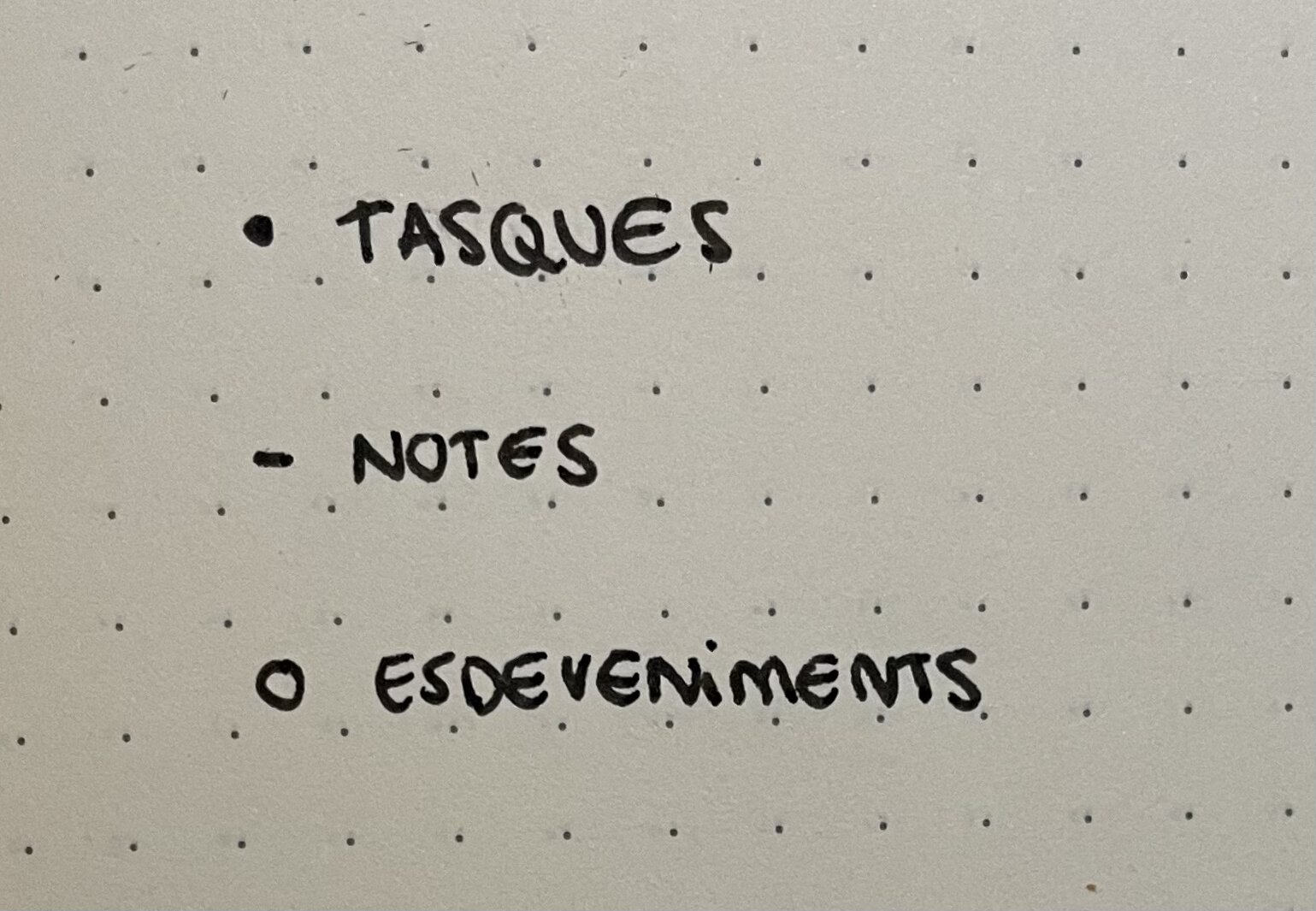
Tipus de claus a l'agenda visual personalitzada

El mètode original consisteix a escriure tasques, esdeveniments o notes seguint una senzilla llegenda de símbols. Les anotacions van endreçades segons les necessitats diàries, setmanals o mensuals de l’usuari i mitjançant un índex, que es crea de forma simultània al contingut per a tenir registre de quina pàgina hi ha cada data.
Com es tracta d’un mètode flexible, depèn de l’usuari totalment el tipus de registre que vol dur a terme. Es pot tenir un registre trimestral, si hi ha poques anotacions o diari si es necessita recordar de vàries coses alhora.

Per tenir el contingut diferenciat, cada tipus d’anotació té la seva simbologia associada:
| Símbols | Descripció |
| ------- | --- |
|         | Les tasques van introduïdes per un punt “●” i descriuen els quefers de l’usuari, indica que la tasca encara esta pendent. Una creu "X" a sobre del punt indica que la tasca està completada.Una línia cobrint la tasca "ʉ" indica que ja no és rellevant. També es fan servir els símbols “>” i “<” per indicar que la tasca ha canviat de data o s'ha afegit a una llista més actualitzada. |
|         | Els esdeveniments van introduïts per un cercle “○”, són entrades relacionades amb dates que es poden programar per exemple, un aniversari o una cita. |
|         | Les notes són introduïdes pel guió “—” i serveixen com a recordatori general. Es poden fer servir com a anotació d’idees o dades que s'han de recordar. |

Aquests símbols es van combinant segons les necessitats de l’usuari en la data concreta.

## Materials
Els materials que es fan servir per dur a terme aquesta activitat poden ser tan senzills com una llibreta i un bolígraf, encara que popularment molts usuaris aprofiten aquesta eina per demostrar la seva creativitat amb retoladors, adhesius, llapis de colors, estergits, etc.
La llibreta més popular és el quadern DIN A-5 amb les fulles puntejades.

## Usos
Gràcies a l’alta capacitat de personalització, aquesta eina de treball es pot adaptar a qualsevol usuari independentment de les seves circumstàncies.
Els estudiants de batxillerat, universitaris o de postgrau fan sevir l’agenda visual personalitzada per portar registre de deures, treballs, exàmens i horaris.
Els usuaris de l’agenda visual personalitzada també l’han fet servir per organitzar les seves vides en l’àmbit laboral, ja que el sistema promou la productivitat i promou el registre de reunions, tasques i projectes.
En l’àmbit personal, l’agenda visual personalitzada també es fa servir per mantenir registre de despeses, de compliment d’hàbits o també per organitzar actes.

## Cultura popular
En els darrers anys, l’agenda visual personalitzada ha guanyat popularitat a les xarxes socials. A la plataforma Reddit, la pàgina sobre aquesta afició compta amb més de dos-cents cinquanta mil seguidors. També hi ha canals a YouTube dedicats a l’agenda visual personalitzada on la comunitat produeix vídeos on ensenyen les seves llibretes, els dissenys nous i dibuixen els registres mensuals. Aquesta comunitat també està present a xarxes socials basades en la fotografia com Pinterest o Instagram.

## Impacte econòmic
La creixent popularitat de l’agenda visual personalitzada ha contribuït a l’augment de les vendes dels productes tradicionals, com ara quaderns, bolígrafs, etc. Entre el 2018 i el 2019 EUA va notar augment del 18% en la venda de llibretes. També es va produir un augment d’entre el 5% i el 17% en la venda de diversos tipus de bolígrafs.

## Estudis
L’ús de l’agenda visual personalitzada s'ha vinculat amb la pràctica del mindfulness o atenció plena. Estudis psicològics han determinat que pot ser beneficiós a curt i llarg termini. A curt termini suposa augment en la productivitat i organització i a llarg termini s'ha observat augment en la capacitat de concentració de l’individu, augment de la sensació de serenitat i major comprensió de la realitat.